# Manden de kaldte Hest
Manden de kaldte Hest er en amerikansk western fra 1970. Filmen har Richard Harris i hovedrollen og er instrueret af Elliot Silverstein. Filmen er baseret på en novelle af Dorothy M. Johnson, A Man Called Horse.

## Handling
Filmen handler om en engelsk adelsmand (Richard Harris) som bliver taget til fange af en Sioux-indianerstamme. Han bliver bragt til lejren som slave til høvdingens mor (Judith Anderson). Som tiden går, får han mere tillid til stammen og møder den halvt franske fange Batise, som han planlægger at stikke af med. Planerne bliver lagt til side, da han bliver forelsket i høvdingens søster, Running Deer.

## Medvirkende
- Richard Harris som John Morgan
- Judith Anderson som Buffalo Cow Head
- Jean Gascon som Batise
- Manu Tupou som Yellow Hand
- Corinna Tsopei som Running Deer
- Dub Taylor som Joe
- James Gammon som Ed
- William Jordan som Bent
- Eddie Little Sky som Black Eagle
- Michael Baseleon som Longfoot